# Vein.fm
Vein.fm (anciennement Vein)  est un groupe américain de rap metal et nu metal, originaire de Boston, dans le Massachusetts. Ils sont connus pour leurs fréquentes tournées et ont donné des spectacles avec des groupes tels que Code Orange et Twitching Tongues lorsqu'ils étaient en Europe. En 2017, le groupe est signé par Closed Casket Activities, qui publie leur premier album studio Errorzone avec un accueil positif de la part des critiques, apparaissant même sur la première liste des « meilleurs albums de 2018 » de Revolver. L'album réussit également à atteindre la 21e place du classement des albums de hard rock de Billboard. En juillet 2020, après la sortie de leur album de remixes, le groupe annonce un changement de nom pour Vein.fm.

## Histoire
En 2010, le chanteur et bassiste Anthony Didio et le batteur Matt Wood sont présentés par leurs sœurs lors d'un spectacle à Haverhill, Massachusetts. Le groupe est formé en 2013 dans la région de Merrimack Valley dans le Massachusetts par le guitariste Josh Butts, le guitariste Jeremy Martin, le chanteur/bassiste Anthony DiDio et le batteur Matt Wood,. Le groupe sort une démo éponyme en 2013.
Le groupe joue de nombreux concerts locaux dans la grande région de Boston, et commence à gagner en traction. Le groupe auto-édite ensuite son premier EP Terrors Realm le 4 juin 2015. Le 6 janvier 2017, ils sortent un split avec le groupe de metalcore et screamo .Gif from God (de Virginie). Plus tard cette année-là, Vein signe chez Closed Casket Activities et réédite ses chansons du split sous la forme d'un EP intitulé Self-Destruct le 15 août 2017. Cela est suivi par une série de tournées, y compris une place sur la populaire tournée récurrente Life and Death aux côtés de No Warning, Backtrack, Twitching Tongues, et Higher Power. 
Le 9 novembre 2018, le groupe présente le clip de Demise Automation et fait la première partie de la tournée du 20e anniversaire de Every Time I Die aux côtés de Turnstile et Angel Dust. En janvier 2019, le groupe entame sa première tournée en tête d'affiche au Royaume-Uni avec Higher Power et Narrow Head en première partie. La dernière tournée en tête d'affiche du groupe sur le cycle de tournée Errorzone a lieu aux États-Unis à l'automne 2019 avec le soutien de Soft Kill et Higher Power avec des apparitions sur certaines dates de Modern Color, Dead Heat, Silenus, et Narrow Head.
En janvier 2020, le groupe assure la première partie de While She Sleeps et Every Time I Die lors d'une tournée au Royaume-Uni et en Europe. Le 28 juillet 2020, le groupe sort le single et le clip intitulé 20 Seconds : 20 Hours qui fait partie de la sortie surprise de l'album de remixes Old Data in a New Machine Vol. 1 le même jour L'album de remixes comprend le nouveau single, des remixes et des démos des titres d'Errorzone, ainsi que des versions remixées/remasterisées de trois titres du premier EP du groupe, Terrors Realm. La sortie de l'album de remixes s'accompagne de l'annonce du changement de nom du groupe.
En avril 2024, le groupe joue au Sick New World fest à Las Vegas, Nevada. Le 16 mai 2024, le groupe joue un set surprise lors de la date de Chicago de la tournée en tête d'affiche de Fleshwater. 

## Discographie

### Albums studio
- 2018 : Errorzone (Closed Casket Activities)
- 2022 : This World Is Going to Ruin You (Closed Casket Activities/Nuclear Blast)

### Compilations
- 2020 : Old Data in a New Machine Vol. 1 (Closed Casket Activities)

### EP
- 2013 : Vein (auto-édition)
- 2014 : Terrors Realm (auto-édition)
- 2016 : Demo 2016 (auto-édition)
- 2016 : A Release of Excess Flesh (split avec .Gif from God) (Zegema Beach, Structures, Agony, Longrail, Dingleberry, Contrition)
- 2017 : Self-Destruct (Closed Casket Activities)
- 2018 : Vein on Audiotree Live (Audiotree)[16]